# (26763) Пирифой
(26763) Пирифой (др.-греч. Πειρίθους) — типичный троянский астероид Юпитера, движущийся в точке Лагранжа L4, в 60° впереди планеты. Астероид был открыт 24 сентября 1960 года американскими астрономами К. Й. ван Хаутеном, И. ван Хаутен-Груневельд и Томом Герельсом в Паломарской обсерватории и назван в честь Пирифоя, одного из персонажей древнегреческой мифологии.

Орбита астероида Пирифой и его положение в Солнечной системе